# Ernst Kunwald

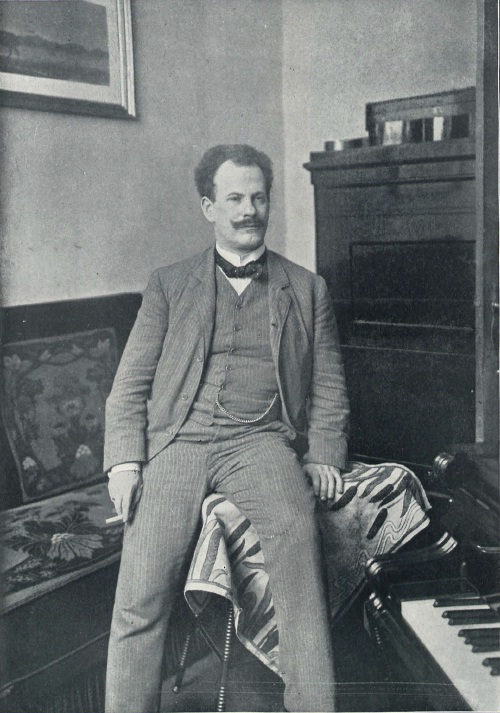
Ernst Kunwald (1906)

Ernst Kunwald (* 14. April 1868 in Wien; † 12. Dezember 1939 ebenda) war ein österreichischer Jurist, Dirigent, Chorleiter und Pianist. Nachdem er als Kapellmeister an zahlreichen deutschen Bühnen u. a. am Stadttheater-Orchester Halle sowie unter Arthur Nikisch beim Berliner Philharmonischen Orchester gewirkt hatte, war er von 1912 bis 1917 Musikdirektor des Cincinnati Symphony Orchestra. 1917 dirigierte er die erste Columbia-Aufnahme des Orchesters. In Folge seiner Internierung als Enemy Alien am Ende des Ersten Weltkriegs kehrte er 1919 zurück nach Europa und wurde 1921 in Königsberg i.Pr. zum ersten Generalmusikdirektor ernannt. Von 1928 bis 1932 leitete er das Berliner Sinfonie-Orchester. Nach der „Machtergreifung“ der Nationalsozialisten in Deutschland emigrierte Kunwald, der aus einer jüdischen Familie stammte, nach Wien.

## Leben
Ernst Kunwald wurde 1868 als eines von sechs Kindern des Juristen, Hof- und Gerichtsadvokaten Ludwig Kunwald (1835–1909) und dessen Frau Emma, geb. Pollak (1846–1910), in Wien geboren. Er entstammte dem assimilierten jüdischen Großbürgertum und war selbst evangelischer Konfession. Nachdem er das katholische Schottengymnasium im 1. Wiener Gemeindebezirk absolviert hatte, studierte er ab 1885 Rechtswissenschaft an der Universität Wien, an der er 1891 zum Dr. iur. promoviert wurde. Insgesamt zwei Jahre praktizierte er an Gerichten.
Daneben absolvierte er das Konservatorium der Gesellschaft der Musikfreunde in Wien. Zu seinen Lehrern gehörten Theodor Leschetizky (1882) und Julius Epstein (1885/86) in Klavier sowie Julius Zellner (1883/84) und Hermann Graedener (1884–1887) in Theorie. In den Jahren 1893/94 setzte er seine Klavier- und Musiktheoriestudien bei Salomon Jadassohn am Königlichen Konservatorium der Musik zu Leipzig fort.
Von 1893 bis 1895 startete er seine Karriere als Solo-Korrepetitor am Städtischen Theater Leipzig. Am Stadttheater Rostock war er von 1895 bis 1897 Chordirektor. 1897/98 war er Operettenkapellmeister am Hoftheater Sondershausen. 1898 wechselte er als zweiter Kapellmeister nach Essen-Ruhr. 1900/01 war er Chefdirigent des Stadttheater-Orchesters Halle. 1901/02 war er als erster deutscher Gastdirigent am Teatro Real in Madrid engagiert. Dort studierte er den Ring von Richard Wagner ein. Von 1902 bis 1905 wirkte er als Opernkapellmeister in Frankfurt. Hier dirigierte er 1904 die Uraufführung der Oper Der Bundschuh von Waldemar von Baußnern. 1905/06 war er an der Krollschen Sommeroper in Berlin und 1906/07 am Stadttheater Nürnberg tätig.
1906 debütierte er als Dirigent mit Berlioz, Wagner, Strauss und Beethoven und als Pianist mit Wolf und Strauss bei der Philharmonic Society of New York in der Carnegie Hall. Außerdem gastierte er erstmals beim Berliner Philharmonischen Orchester, wo er von 1907 bis 1912 unter Arthur Nikisch zweiter Dirigent werden sollte. Kunwald trat dann in Verhandlungen mit der Bayerischen Staatsoper in München, wurde aber letztlich von Nikisch nach Cincinnati empfohlen.

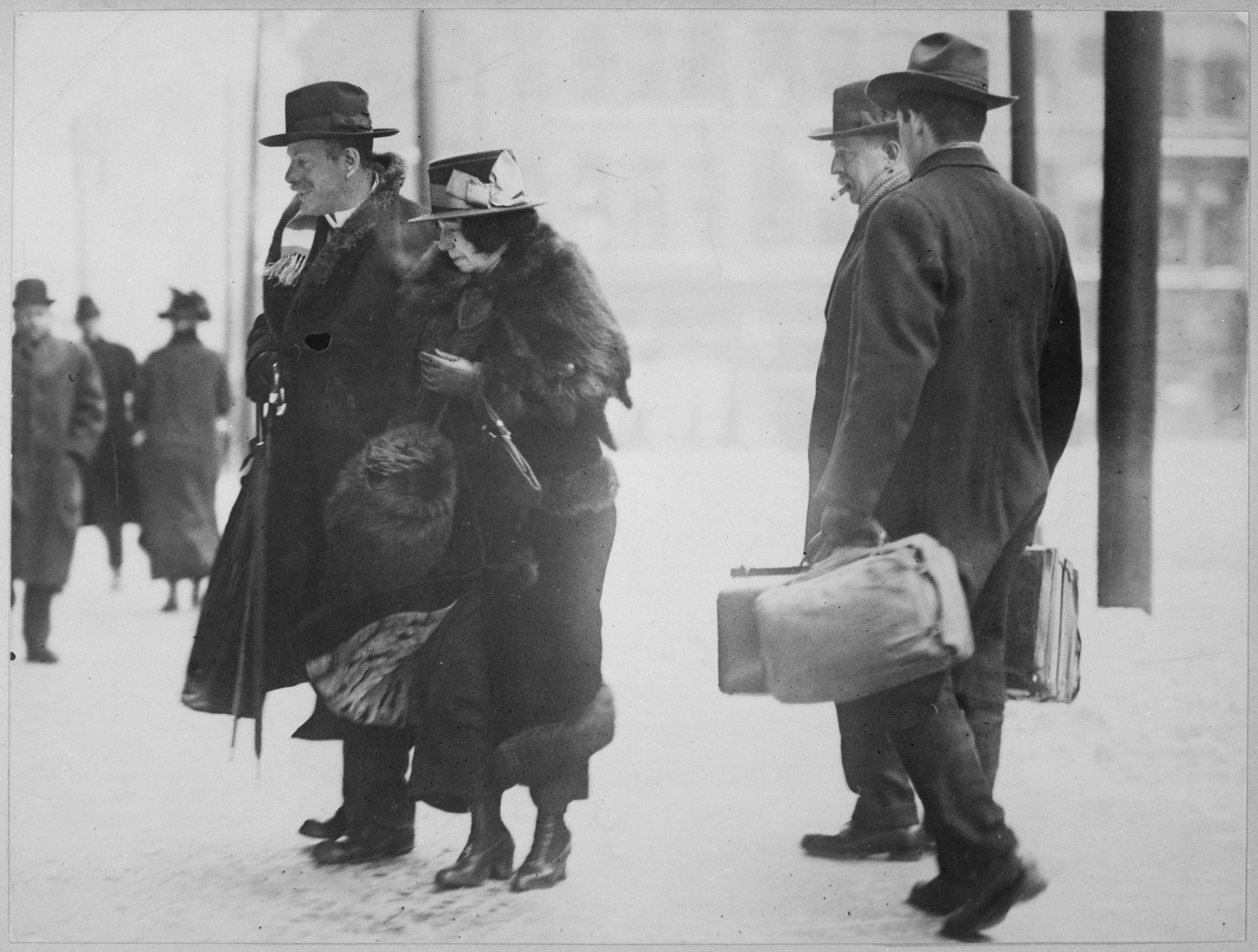
Kunwald und seine Frau bei ihrer Verhaftung in den USA (1917)

Im Jahr 1912 ging er also in die USA und wurde dort in der Nachfolge von Leopold Stokowski Musikdirektor des Cincinnati Symphony Orchestra (CSO) in Ohio. Nach der ersten Saison wurde sein Vertrag für weitere vier Jahre verlängert. In Cincinnati pflegte er das klassisch-romantische Repertoire, vor allem die deutschen Komponisten Ludwig van Beethoven und Richard Wagner. Darüber hinaus ließ er die Werke amerikanischer Tonschöpfer wie Edward MacDowell, Henry Kimball Hadley und Victor Herbert spielen. Von 1914 bis 1916 leitete er zudem das Chorfestival Cincinnati May Festival. Es oblagen ihm die US-amerikanischen Erstaufführungen von Mahlers sinfonischem Liederzyklus Das Lied von der Erde und dessen 3. Sinfonie. Unter seiner Leitung legte das Orchester 1917 mit Offenbachs Barcarole eine erste Einspielung für Columbia vor. Sein Einsatz für die deutsche Musik und seine Sympathiebekundungen für seine Heimat bereitete ihm allerdings im Laufe der Zeit Probleme. Nach dem Eintritt der Vereinigten Staaten in den Ersten Weltkrieg sorgte die patriotische Frauenvereinigung Daughters of the American Revolution für ein Auftrittsverbot Kunwalds in Pittsburgh. Im Dezember 1917 wurde er kurzzeitig präventiv verhaftet, kam dann aber auf Veranlassung von Attorney General Thomas Gregory zur Bewährung frei. Trotzdem kam das Board of Directors des CSO seinem Entlassungsgesuch nach. Im Januar 1918 wurde vom United States Department of Justice ein neuer Haftbefehl ausgestellt, der von J. Edgar Hoover unterschrieben war. Obwohl Kunwald mit einem Magengeschwür krank im Bett lag, wurde er verhaftet und von zwei U.S. Marshals in das Montgomery County Jail in Dayton, Ohio verbracht. Seine Frau und der Orchestervertreter Charles Taft durften ihn begleiten. Über Fort Thomas, Kentucky, gelangte er in den Gewahrsam der United States Army, die ihn nach Fort Oglethorpe, Georgia, überstellte und dort internierten. Dort wurde er unter der Gefangenennummer 721 registriert. Während der Internierung leitete Kunwald ein Amateurorchester. Nachdem er Ende Mai 1919 entlassen worden war, kehrte er im Laufe einer Woche vom New Yorker Hafen nach Europa zurück.
Nach dem Weggang von Wilhelm Sieben leitete er von 1920 bis 1927 die Symphoniekonzerte in Königsberg i.Pr. 1921 wurde er als erster Dirigent zum Generalmusikdirektor ernannt. Außerdem war er Dirigent der Singakademie ebendort. Während seiner Königsberger Jahre verantwortete er 1925 die Opernpremiere von Händels Serse in einer Rainer-Simons-Inszenierung im Schlosstheater Schönbrunn in Wien. Von 1928 bis 1932 war er in der Nachfolge von Emil Bohnke Dirigent des Berliner Sinfonie-Orchesters. Mit diesem brachte er 1932 die Sinfonie Nr. IV von Norbert von Hannenheim und die Gesänge Passion im Urwald von Grete von Zieritz zur Uraufführung. Nach der Machtübernahme der Nationalsozialisten in Deutschland kehrte er in seine Wiener Heimat zurück.
Er publizierte mehrere Artikel in Fachzeitschriften, sein Lehrbuch des Dirigierens blieb allerdings unveröffentlicht.
Ernst Kunwald war ab 1899 mit Lina, geb. Rücker (1869–1942), verheiratet. Sein Bruder Gottfried Kunwald (1869–1938) war Bankier, Finanzexperte und Jurist und gab von 1909 bis 1912 die Musik- und Theaterzeitschrift Der Merker heraus. Der Pianist Peter Stadlen und der Journalist Eric Stadlen waren seine Neffen.

## Auszeichnungen
- 1898: österreichische Jubiläums-Medaille[6]
- 1902: Orden de Isabel la Católica[3]
- Komturkreuz des Orden der Krone von Rumänien[28]